# Jacques Cœur

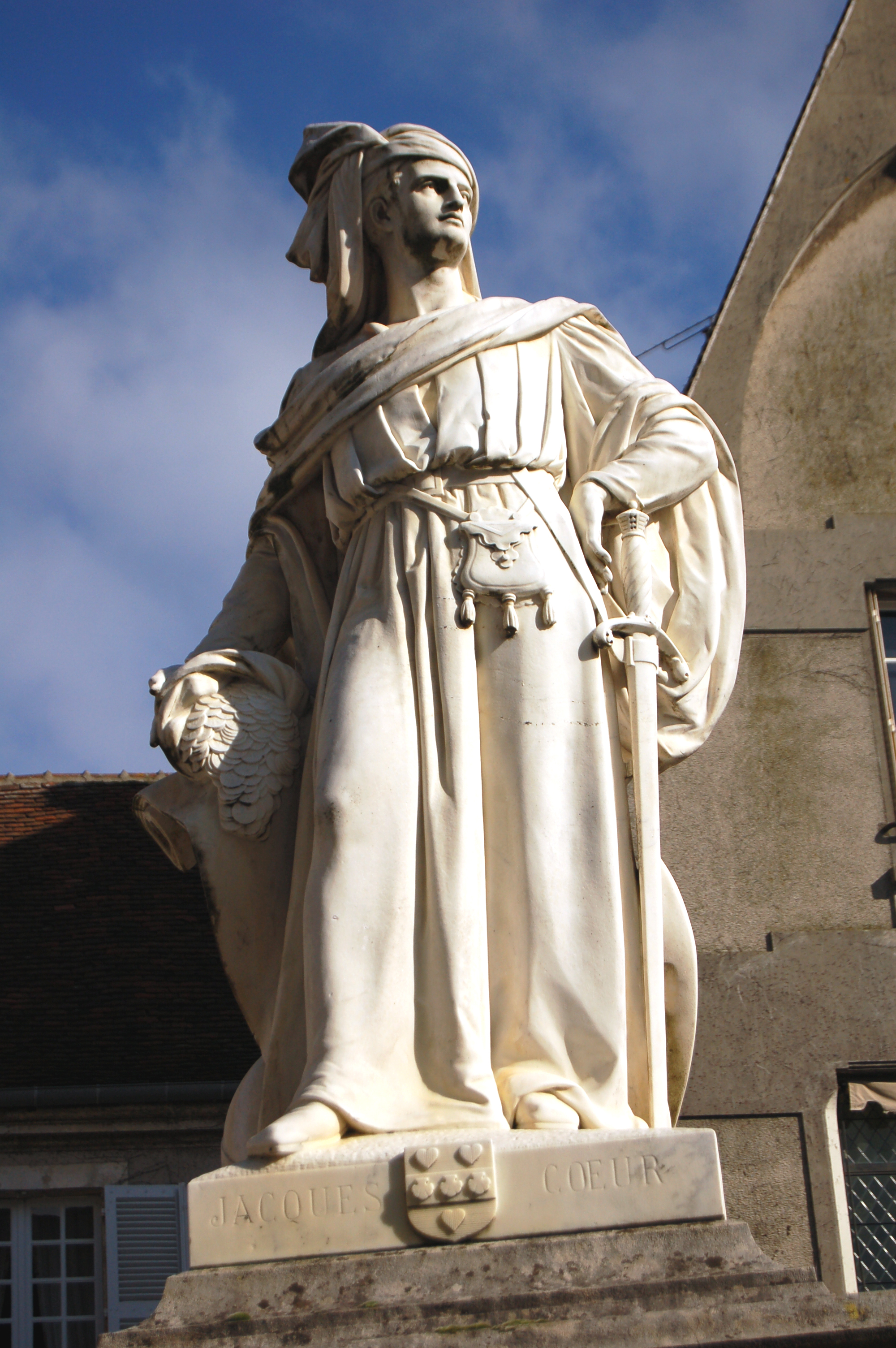
Pomnik Jacques'a Cœur w Bourges

Jacques Cœur (ur. 1395 w Bourges, zm. 25 listopada 1456 na Chios) – francuski kupiec i finansista z okresu panowania Karola VII.
Podróżował do Włoch i na Wschód zdobywając doświadczenie w handlu przyprawami. Zaopatrywał dwór króla Francji Karola VII. Dzięki zaufaniu króla powierzano mu ważne stanowiska publiczne. Odwdzięczał się udzielaniem pożyczek i dostarczaniem luksusowych przedmiotów na potrzeby dworu. Dzięki korzystnym operacjom handlowym przekształcił, założoną przez siebie w 1433, spółkę handlową w centrum życia ekonomicznego Francji, która starała się wówczas uwolnić od dominacji kupców włoskich. Ukoronowaniem kariery było nadanie mu tytułu szlacheckiego. Był poborcą podatkowym Langwedocji. Piastował wiele stanowisk, które wykorzystywał do pozbywania się konkurencji. Odegrał ważną rolę w ostatnich latach wojny stuletniej w odzyskiwaniu przez Francję pozycji w Europie, udzielając monarchii dużych pożyczek. Był wielokrotnie ambasadorem króla. Wspomagał tworzenie francuskiej armii narodowej. Uzdrowił ekonomię państwa. Brał udział w pertraktacjach, prowadzących w 1449 do zakończenia schizmy zachodniej. 
Wznosił pałace i kościoły w Bourges, Lyonie i Montpellier, gdzie znajdowały się siedziby jego firm. Zdobyta władza i majątek, jaki udało mu się zdobyć, przysporzyły mu wielu wrogów oraz zazdrość króla. W wyniku czego w 1451 został aresztowany pod zarzutem korupcji i bicia fałszywych monet. Uwięziono go a majątek skonfiskowano. W 1454 udało mu się zbiec do Rzymu pod opiekę papieża Mikołaja V. Po śmierci papieża w 1455, nowy papież Kalikst III mianował go komendantem floty wysłanej przeciwko Turkom. W trakcie tej misji zmarł nagle na wyspie Chios.